# Seleção das Ilhas Virgens Britânicas de Futebol Feminino
A Seleção das Ilhas Virgens Britânicas de Futebol Feminino representa as Ilhas Virgens Britânicas no futebol feminino internacional.